# Ліхтарна акула новозеландська
Ліхтарна акула новозеландська (Etmopterus baxteri) — акула з роду Ліхтарна акула родини Ліхтарні акули.

## Опис
Загальна довжина досягає 75 см. За своєю зовнішністю та формою схожа на південну ліхтарну акулу. Голова помірно довга. Морда коротка. Ніздрі розміщені ближче до кінця морди. Очі великі, овальні, здатні світитися у темряві зеленуватим світлом. За очима розташовані невеликі бризкальця. У неї 5 пар зябрових щілин, кожна з яких дорівнює половині довжини ока. Рот невеликий, дугоподібний. Тулуб щільний, товстий. Грудні та черевні плавці невеликі. Має 2 спинних плавці з шипами. Задній плавець більше за передній. Шип заднього плавця довше за шип переднього. Перший спинний плавець розташовано позаду грудних плавців, задній спинний плавець — за черевними. Відстань від кінчика носа до першого спинного плавця дорівнює відстані між спинними плавцями. Довжина черева у 1,5 рази більше довжини голови. Хвіст короткий. Хвостовий плавець широкий. Анальний плавець відсутній. Шкіряна луска конічка з гачковатою верхівкою, розташовані неправильними поздовжніми рядками.
Забарвлення темно-сіре з коричневим відливом. Під головою, між черевними та хвостовим плавцями присутні нечіткі чорні плями та смужки. На них розташовані флуорисцентні органи.

## Спосіб життя
Тримається на глибині 250–1500 м, зазвичай — між 700 та 1400 м. Вважається однією з найрасповсюджених акул в цьому інтервалі глибин. Активний хижак. Це бентофаг. Вночі підіймається у середні шари води. Живиться дрібними зграйними рибами та кальмарами.
Статева зрілсть самців настає при розмірі 55-60 см, самиць — 64-69 см. Це яйцеживородна акула. Самиця народжує від 6 до 16 акуленят.
Не є об'єктом промислового вилову. Окремі особини, що виловлені під час глибоководного вилову, використовуються задля виготовлення рибного борошна.
Не становить небезпеки для людини.

## Розповсюдження
Мешкає переважно біля берегів Нової Зеландії, також зустрічається окремими ареалами у південній акваторії Австралії (Новий Південний Уельс та Тасманія), ПАР та Мадагаскару.